# الملك والمهرج
الملك والمهرج (بالكورية: 왕의 남자)؛ هو فيلم كوري جنوبي من بطولة كم وو-سونغ ولي جون غي، تم عرض الفيلم في 29 ديسمبر 2005.

## روابط خارجية
- الملك والمهرج على موقع IMDb (الإنجليزية)
- الملك والمهرج على موقع ألو سيني (الفرنسية)
- الملك والمهرج على موقع Turner Classic Movies (الإنجليزية)
- الملك والمهرج على موقع أول موفي (الإنجليزية)
- الملك والمهرج على موقع فيلمافينيتي (الإسبانية)
- الملك والمهرج على موقع قاعدة بيانات الأفلام السويدية (السويدية)
- الملك والمهرج على موقع قاعدة بيانات الفيلم (الإنجليزية)
- الملك والمهرج على موقع ليتربوكسد (الإنجليزية)
- الملك والمهرج على موقع كينوبويسك (الروسية)